# Rușor, Maramureș
Rușor este un sat în comuna Copalnic-Mănăștur din județul Maramureș, Transilvania, România. Se află a în zona  Dealurile Chioarului - Magura Preluca, in depresiunea Copalnic.

## Istoric
Prima atestare documentară: 1528 (Dragumerfalwa). 

## Etimologie
Etimologia numelui localității: din top. Râușor (< subst. râu „apă curgătoare" < lat. rivus + suf. -(u)șor). 

## Demografie
La recensământul din 2011, populația era de 272 locuitori. 